# 에글리자우 철교

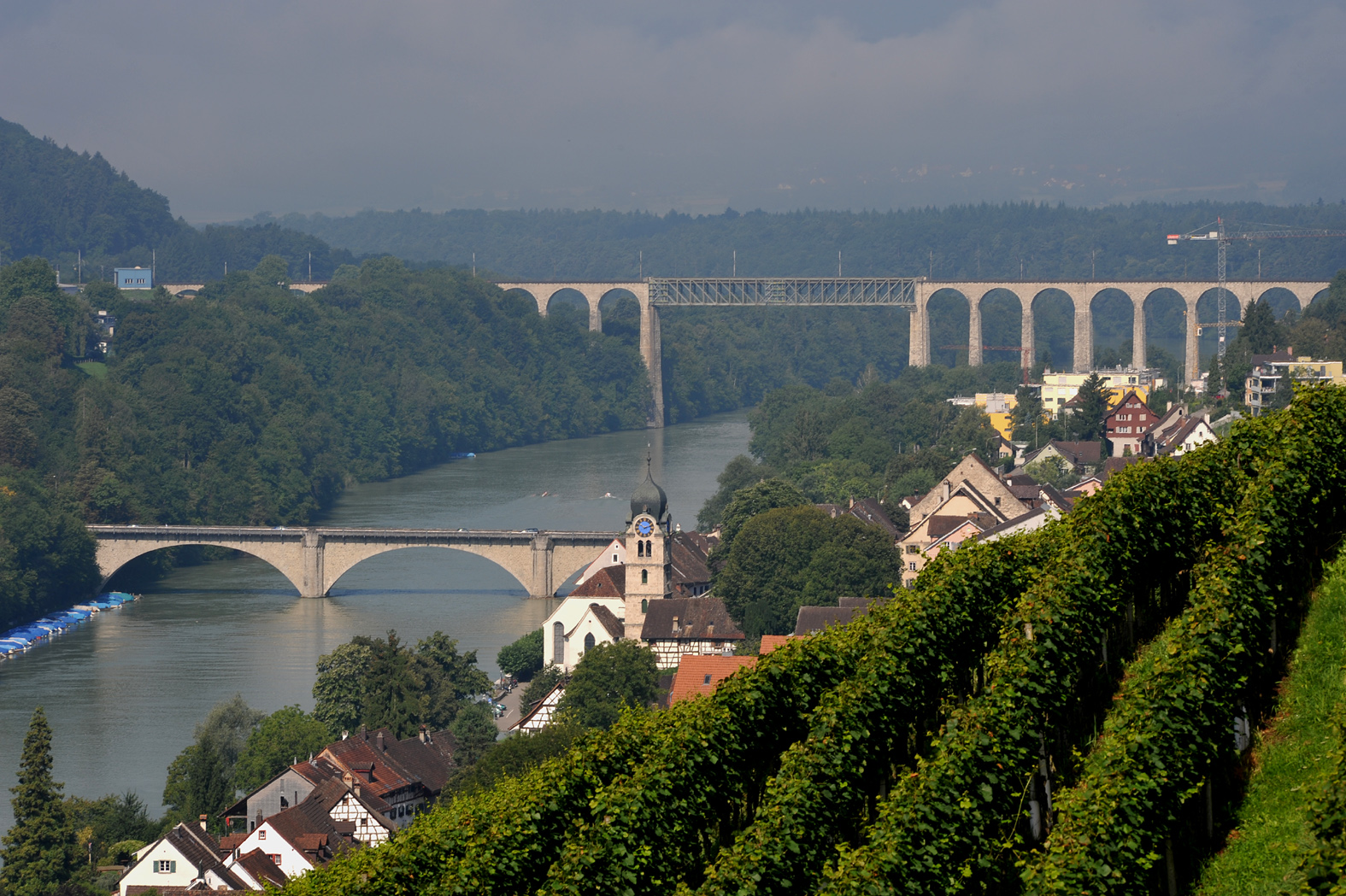
에글리자우의 도로와 철도교

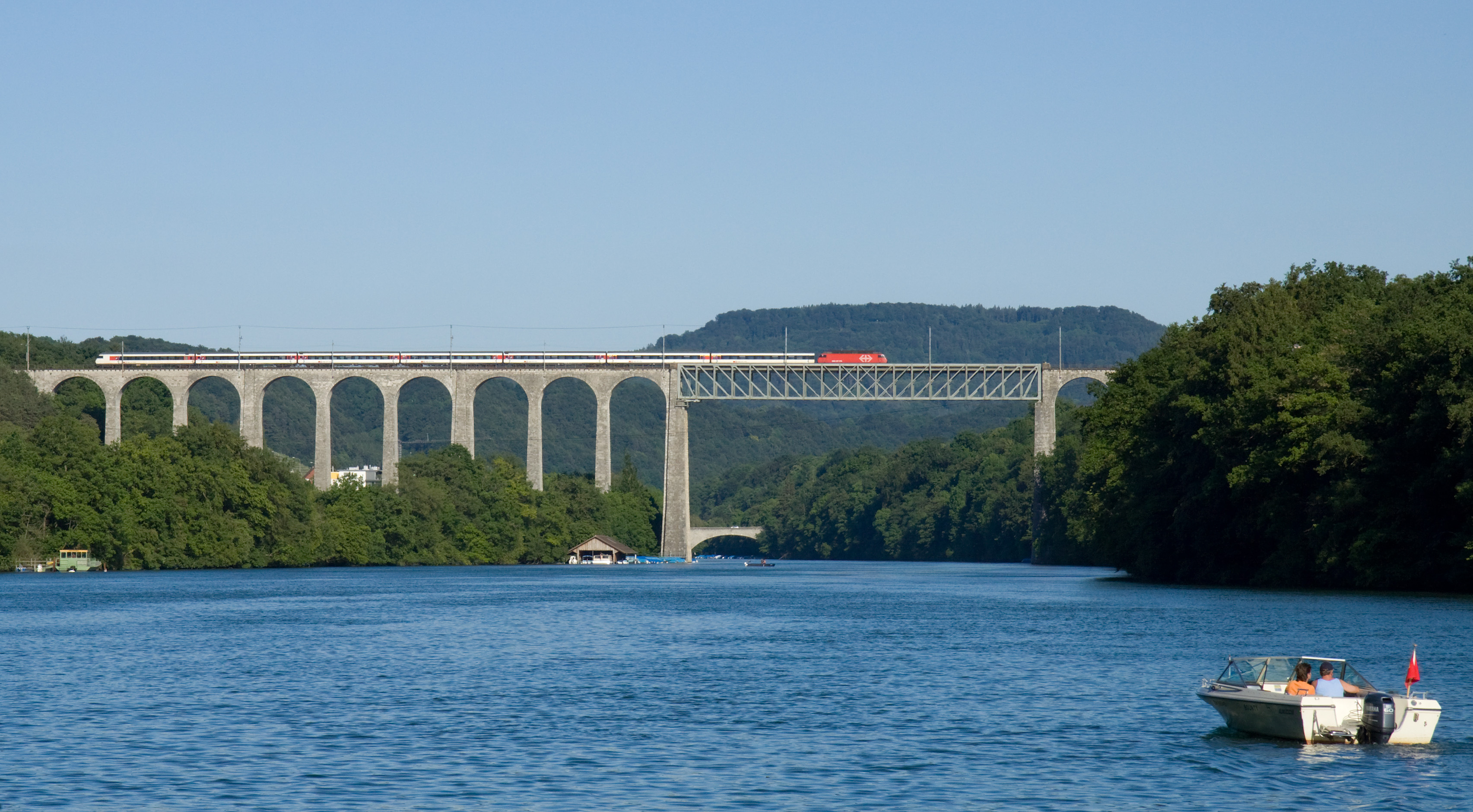
다리를 건너는 여객 열차

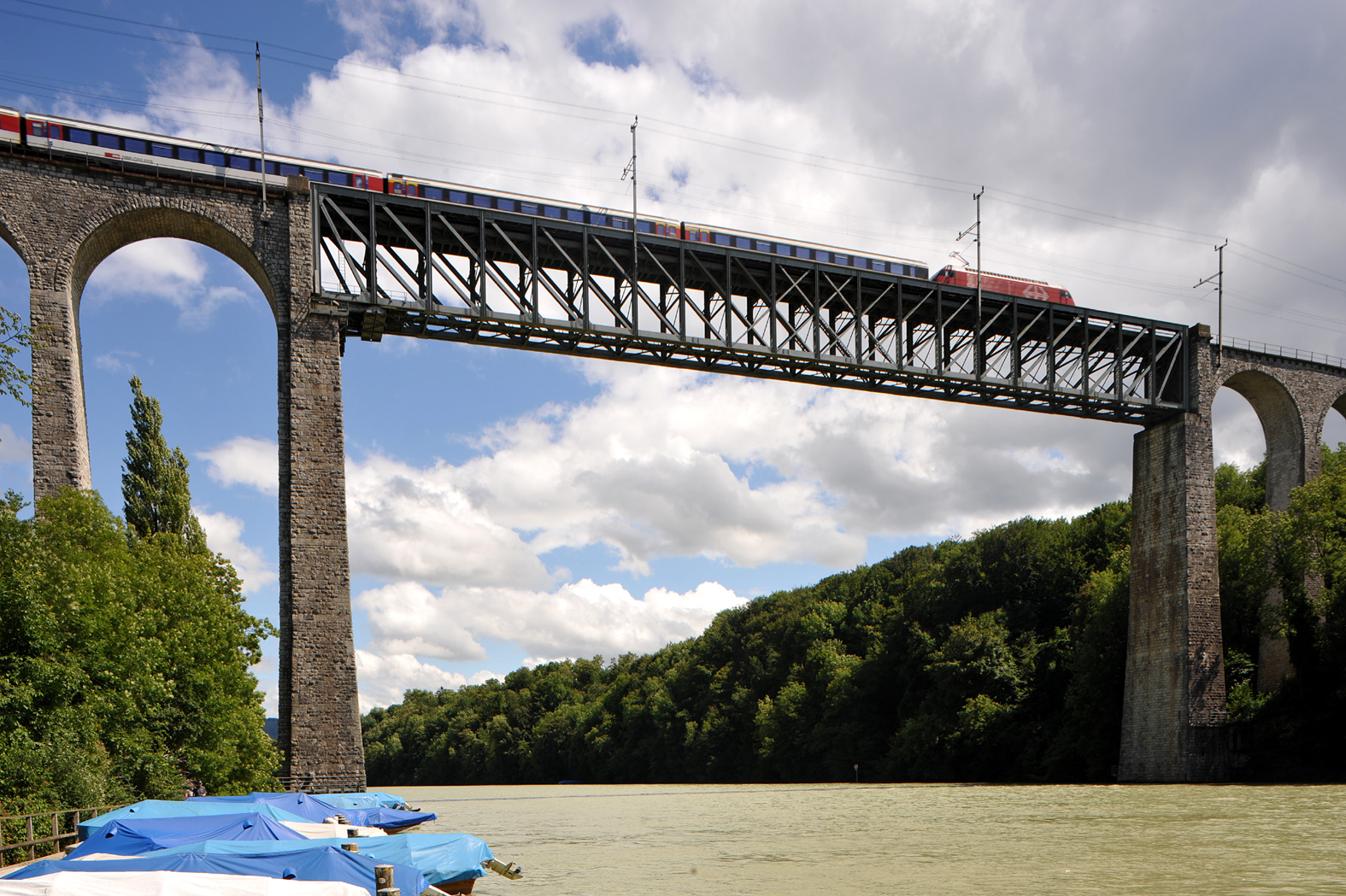
다리 아래에서 본 철교

에글리자우 철교(독일어: Eisenbahnbrücke Eglisau)는 스위스의 에글리자우를 라인강을 가로질러 노이하우젠 노선까지 운반하는 단선 철도 교량이다. 다리의 양쪽 끝은 취리히주 내의 에글리자우 시정촌에 있다.

## 개요
다리는 1895년에서 1897년 사이에 스위스 북동부 철도에 의해 980,000 스위스 프랑의 비용으로 건설되었다.
다리는 총 길이가 439m이고, 높이가 강 높이에서 50m이다. 주요 경간은 길이 90m와 높이 9m의 철제 트러스교로 구성된다. 최대 50m 높이의 교각이 있는 여러 자연석 석조 접근로가 강철 트러스의 북쪽과 남쪽에서 다리로 이어진다. 초레스(Zores) 강철 프로파일의 밸러스트 트랙으로 구성된 원래의 차로는 1982년 ~ 1983년에 밸러스트가 있는 강철 홈통으로 교체되었다. 트러스 거더의 여러 조인트도 포스트텐션 볼트를 사용하여 강화되었으며, 강철재는 부식 방지를 위해 전체적으로 다시 도색되었다.
2013년의 엔지니어링 연구에 따르면 교량의 추가 서비스 기간은 최소 50년이다.